# Pangane
Pangane é uma localidade do posto administrativo de Mucojo, no distrito de Macomia, província de Cabo Delgado, em Moçambique. A localidade está situada junto ao Oceano Índico, e a sua economia baseia-se na agricultura e na pesca.

## História
Pangane, tal como o resto do distrito, tem sofrido ataques armados desde 2018, no contexto da insurreição na província. A localidade foi atacada de novo em 2020 e em 2021.
Pangane foi também assolada pelo ciclone Kenneth em finais de Abril de 2019, causando ainda mais destruição.